# 정준문
정준문(鄭埈汶、1924년 12월 20일~2001년 8월 4일)은 대한민국의 소설가이다. 그의 필명인 여라(麗羅)는 고구려와 신라의 명칭에서 착안한 것이다.

## 참고 자료
- 権田萬治・新保博久監修『日本ミステリー事典』（2000年2月、新潮選書）